# Pola Gauguin
Pola Gauguin, egentligen Paul Rollon Gaugin, född den 6 december 1883 i Paris, död den 2 juli 1961 i Köpenhamn, var en dansk-norsk målare, konstkritiker och levnadstecknare.

## Biografi
Gauguin, son till konstnären Paul Gauguin, föddes i Paris 1883, men flyttade 1884 till Danmark och växte upp i Köpenhamn. Han flyttade 1912 till Oslo, och återvände till Köpenhamn 1949. Han gifte sig 1910 med Ingrid Blehr och de fick sonen Paul René Gauguin.
Under åren 1906–1909 studerade han vid Kunstakademiets Arkitektskole och arbetade också som assistent hos arkitekterna H. B. Storck och Anton Rosen. Som färdig arkitekt träffade han den norske målaren Henrik Lund och genom honom även kretsen kring Hans Jaeger med Christian Krohg, Ludvig Karsten och Bernhard Folkestad.
Han inspirerades av detta till att gå över till måleriet och flyttade till Norge för att senare också åka till Paris och Bretagne. Han arbetade i en impressionistisk, dekorativ stil, som ibland blev mycket expressiv.
I Norge gjorde han sin debut på Blomqvist Kunsthandel och Kunstnerforbundet 1913 och på Höstutställningen i Oslo 1914. Från mitten av 1920 hade han regelbundna utställningar fram till 1932.
Åren 1917–1924 drev han målarskola i Oslo parallellt med sin verksamhet som konstkritiker.
På Nasjonalmuseet i Oslo finns fem av hans målningar, bl.a. "Fra Homansbyen" (1913) och "Lönnmordet" (1916), förutom träsnitt och litografier. Han finns också representerad på Statens Museum for Kunst i Köpenhamn, Nordenfjeldske Kunstindustrimuseum i Trondheim och Stenersenmuseet i Oslo.
Bland de böcker han skrivit finns monografier om Paul Gauguin, Henrik Lund, Christian Krohg, Edvard Munch och Ludvig Karsten.

## Böcker (i svensk översättning)
- Paul Gauguin (översättning Gösta Olzon, Bonnier, 1937)
- Edvard Munch (översättning Håkan Bergstedt (här pseud. för Sven Alfons), Bonnier, 1947)
- Världens karikatyrer: från forntiden till våra dagar (red.: Pola Gauguin, Erik Blomberg, Otto Gelsted, första delen översatt av K. A. Arvidsson, andra delen av Bengt Söderberg, 1949)
- Ludvig Karsten (Stockholm: Importbokhandeln, 1949)
- Mette och Paul Gauguin (Mette og Paul Gauguin) (översättning Suzanne Palme, Bonnier, 1960)

### Allmänna källor
- Bra Böckers lexikon, 1975
- http://snl.no/.nbl_biografi/Pola_Gauguin/utdypning